# Jules Alexandre Daveau
Jules Alexandre Daveau (29 février 1852, Argenteuil – 24 août 1929) est un botaniste français connu pour ses recherches sur la flore portugaise. 

## Biographie
Adolescent, il commence à travailler comme apprenti jardinier au Muséum national d'histoire naturelle de Paris. En 1875, il est envoyé en expédition botanique en Cyrénaïque. Il y recueille des spécimens pour le botaniste Julio Augusto Henriques sur l'Archipel des Berlengas, au Portugal. 
De 1876 à 1893, il est jardinier en chef des jardins botaniques de Lisbonne. Par la suite, il est conservateur de l'herbier et du jardin botanique de Montpellier,,. 
Les plantes avec l'épithète spécifique daveauanus sont nommées d'après Daveau, un exemple étant : Erigeron daveauanus,. 

## Liste partielle des publications
- Aperçu sur la végétation de l'Alemtejo et de l'Algarve, 1882
- Euphorbiacées du Portugal, 1885
- Cistinées du Portugal[8], 1886
- Plumbaginées du Portugal, 1889
- Cypéracées du Portugal, 1892[9]